# Liten kalkkollav
Liten kalkkollav (Catillaria minuta) är en lavart som först beskrevs av A. Massal., och fick sitt nu gällande namn av Lettau. Liten kalkkollav ingår i släktet Catillaria och familjen Catillariaceae.  Arten är reproducerande i Sverige. Inga underarter finns listade i Catalogue of Life.